# 1. Fußball-Club Köln 01/07 2015-2016 (calcio femminile)
Questa voce raccoglie le informazioni riguardanti il 1. Fußball-Club Köln 01/07  nelle competizioni ufficiali della stagione calcistica 2015-2016.

## Divise e sponsor
La tenuta di gioco era la stessa del Colonia maschile. Il main sponsor era PENNY, mentre quello tecnico, fornitore delle tenute di gioco, era Erima.
| Casa | Trasferta | Terza divisa |

## Rosa
Rosa, ruoli e numeri di maglia come da sito ufficiale, aggiornati al 13 gennaio 2016, integrati dal sito della Federcalcio tedesca (DFB).
| N. |                     | Ruolo | Calciatrice          |
| -- | ------------------- | ----- | -------------------- |
| 1  | Germania (bandiera) | P     | Lena Nuding          |
| 4  | Germania (bandiera) | D     | Lena Schrum          |
| 5  | Germania (bandiera) | D     | Anna Kirschbaum      |
| 6  | Germania (bandiera) | C     | Theresa Gosch        |
| 7  | Germania (bandiera) | C     | Nicole Bender        |
| 8  | Germania (bandiera) | C     | Anna-Sophie Fliege   |
| 8  | Irlanda (bandiera)  | C     | Diane Caldwell       |
| 9  | Germania (bandiera) | A     | Nina Ehegötz         |
| 10 | Germania (bandiera) | C     | Tugba Tekkal         |
| 11 | Canada (bandiera)   | A     | Christina Julien     |
| 12 | Italia (bandiera)   | P     | Laura Giuliani       |
| 13 | Austria (bandiera)  | D     | Virginia Kirchberger |
| 14 | Germania (bandiera) | D     | Irina London         |

| N. |                      | Ruolo | Calciatrice         |
| -- | -------------------- | ----- | ------------------- |
| 15 | Germania (bandiera)  | D     | Maren Weingarz      |
| 16 | Germania (bandiera)  | C     | Alice Hüttebräucker |
| 17 | Germania (bandiera)  | A     | Yvonne Zielinski    |
| 18 | Germania (bandiera)  | A     | Nina Raasch         |
| 19 | Germania (bandiera)  | D     | Maike Seuren        |
| 20 | Germania (bandiera)  | C     | Anna Gerhardt       |
| 21 | Germania (bandiera)  | A     | Mandana Knopf       |
| 22 | Germania (bandiera)  | C     | Claudia Kalin       |
| 23 | Danimarca (bandiera) | A     | Lise Munk           |
| 26 | Germania (bandiera)  | C     | Marie Pyko          |
| 27 | Germania (bandiera)  | D     | Kristina Hild       |
| 31 | Svizzera (bandiera)  | D     | Rachel Rinast       |

## Calciomercato

### Sessione estiva
| Acquisti | Acquisti             | Acquisti     | Acquisti   |
| R.       | Nome                 | da           | Modalità   |
| -------- | -------------------- | ------------ | ---------- |
| P        | Laura Giuliani       | Herforder    | definitivo |
| D        | Virginia Kirchberger | MSV Duisburg | definitivo |
| C        | Theresa Gosch        | Bochum       | definitivo |
| A        | Nina Ehegötz         | Gütersloh    | definitivo |
| A        | Christina Julien     | Jena         | definitivo |

| Cessioni | Cessioni           | Cessioni            | Cessioni                       |
| R.       | Nome               | a                   | Modalità                       |
| -------- | ------------------ | ------------------- | ------------------------------ |
| P        | Stina Borg         | Odense Q            | definitivo                     |
| D        | Romina Frommont    | Borussia M'gladbach | definitivo                     |
| C        | Philine von Bargen | Colonia II          | aggregata alla squadra riserve |

### Sessione invernale
| Acquisti | Acquisti       | Acquisti  | Acquisti   |
| R.       | Nome           | da        | Modalità   |
| -------- | -------------- | --------- | ---------- |
| D        | Diane Caldwell | Avaldsnes | definitivo |

| Cessioni | Cessioni           | Cessioni     | Cessioni   | Cessioni |
| R.       | Nome               | a            | Modalità   |          |
| -------- | ------------------ | ------------ | ---------- | -------- |
| C        | Anna-Sophie Fliege | MSV Duisburg | definitivo |          |
| C        | Maren Weingarz     | Andernach    | definitivo |          |
| A        | Nina Raasch        | Norimberga   | definitivo |          |

## Risultati

### Frauen-Bundesliga

#### Girone di andata
| Arbitro: | Heimann (Gladbeck) |

|                                                                             |           |                      |
| Wallenhorst 45+1’ Sanders 46’, 75’ Schiechtl 52’ Eta 56’ Goddard 89’ (rig.) | Marcatori | 6’ Munk 17’ Gerhardt |

| Arbitro: | Müller-Schmäh (Potsdam) |

|  |           |                               |
|  | Marcatori | 24’ Holstad Berge 58’ Däbritz |

| Arbitro: | Diekmann (Dortmund) |

|                                                                            |           |          |
| Kayikçi 42’ (rig.) Starke 61’ Magull 63’, 86’ Munk 80’ (aut.) Puntigam 90’ | Marcatori | 75’ Munk |

| Arbitro: | Derlin (Bad Schwartau) |

|  |           |                          |
|  | Marcatori | 41’ Islacker 54’ Prießen |

| Arbitro: | Stolz (Pritzwalk) |

|            |           |              |
| Burger 17’ | Marcatori | 82’ Gerhardt |

| Arbitro: | Baitinger (Friesenheim) |

|                  |           |                     |
| Ewers 73’ (aut.) | Marcatori | 40’ Weber 69’ Knaak |

| Arbitro: | Lohmeyer (Holtland) |

|                                    |           |                            |
| Dallmann 10’ Schüller 34’ Gier 90’ | Marcatori | 20’ Gerhardt 50’ Zielinski |

| Arbitro: | Müller-Schmäh (Potsdam) |

|            |           |           |
| Bender 44’ | Marcatori | 53’ Moser |

| Arbitro: | Westerhoff (Bochum) |

|                                      |           |  |
| Schwalm 25’ Huth 55’, 78’ Cramer 60’ | Marcatori |  |

| Arbitro: | Wacker (Lehrensteinsfeld) |

|  |           |                     |
|  | Marcatori | 3’ Munk 8’ Gerhardt |

| Arbitro: | Appelmann (Alzey) |

|  |           |                                                 |
|  | Marcatori | 40’ Graham Hansen 74’ Bussaglia 82’ Kerschowski |

#### Girone di ritorno
| Arbitro: | Kunkel (Amburgo) |

|                        |           |                            |
| Munk 31’ Zielinski 58’ | Marcatori | 4’ Schiechtl 45+1’ Ulbrich |

| Arbitro: | Kunkel (Amburgo) |

|             |           |  |
| Miedema 77’ | Marcatori |  |

| Arbitro: | Wacker (Lehrensteinsfeld) |

|  |           |             |
|  | Marcatori | 41’ Kayikçi |

| Arbitro: | Heimann (Gladbeck) |

|                                              |           |  |
| Marozsán 1’ Islacker 32’, 33’ Garefrekes 58’ | Marcatori |  |

| Arbitro: | Rafalski (Baunatal) |

|         |           |                                                                  |
| Pyko 2’ | Marcatori | 37’ Igwe 39’ Damnjanović 58’ Burger 63’ Van Bonn 87’ Škorvánková |

| Arbitro: | Hussein (Bad Harzburg) |

|                      |           |  |
| Weber 14’ Šundov 67’ | Marcatori |  |

| Arbitro: | Müller-Schmäh (Potsdam) |

|  |           |                                              |
|  | Marcatori | 35’ (aut.) Schrum 63’ Feldkamp 88’ Ioannidou |

| Arbitro: | Illing (Limbach-Oberfrohna) |

|                                                         |           |  |
| F. Dongus 25’ Zeller 30’ Schneider 36’ Moser 51’ (rig.) | Marcatori |  |

| Arbitro: | Diekmann (Dortmund) |

|                                               |           |                     |
| Gerhardt 46’ Knopf 59’ Kirchberger 69’ (rig.) | Marcatori | 29’ Kulis 47’ Rauch |

| Arbitro: | Söder (Ingolstadt) |

|               |           |           |
| Munk 12’, 71’ | Marcatori | 65’ Hearn |

| Arbitro: | Rafalski (Baunata) |

|                                                 |           |                          |
| Bernauer 9’, 11’ Popp 41’ Fischer 80’ Pajor 81’ | Marcatori | 33’ Kirchberger 77’ Munk |

### DFB-Pokal der Frauen
| Arbitro: | Joos (Leinfelden-Echterdingen) |

|             |           |                                          |
| Bertsch 11’ | Marcatori | 6’ Pyko 57’ Munk 62’ Kalin 90’ Zielinski |

| Arbitro: | Heimann (Gladbeck) |

|              |           |                                                 |
| Pfeiffer 24’ | Marcatori | 22’ Munk 30’ Gerhardt 43’ Zielinski 64’ Ehegötz |

| Arbitro: | Wozniak (Herne) |

|  |           |                                              |
|  | Marcatori | 17’ Hearn 57’ Voňková 64’ Landeka 66’ Martin |

## Statistiche

### Statistiche di squadra
| Competizione         | Punti | In casa | In casa | In casa | In casa | In casa | In casa | In trasferta | In trasferta | In trasferta | In trasferta | In trasferta | In trasferta | Totale | Totale | Totale | Totale | Totale | Totale | DR  |
| Competizione         | Punti | G       | V       | N       | P       | Gf      | Gs      | G            | V            | N            | P            | Gf           | Gs           | G      | V      | N      | P      | Gf     | Gs     | DR  |
| -------------------- | ----- | ------- | ------- | ------- | ------- | ------- | ------- | ------------ | ------------ | ------------ | ------------ | ------------ | ------------ | ------ | ------ | ------ | ------ | ------ | ------ | --- |
| Frauen-Bundesliga    | 12    | 11      | 2       | 2       | 7       | 10      | 24      | 11           | 1            | 1            | 9            | 10           | 36           | 22     | 3      | 3      | 16     | 20     | 60     | -40 |
| DFB-Pokal der Frauen | -     | 1       | 0       | 0       | 1       | 0       | 4       | 2            | 2            | 0            | 0            | 8            | 2            | 3      | 2      | 0      | 1      | 8      | 6      | +2  |
| Totale               | -     | 12      | 2       | 4       | 8       | 10      | 28      | 14           | 3            | 1            | 9            | 18           | 38           | 25     | 5      | 3      | 17     | 28     | 66     | -38 |

### Andamento in campionato
| Giornata  | 1  | 2  | 3  | 4  | 5  | 6  | 7  | 8  | 9  | 10 | 11 | 12 | 13 | 14 | 15 | 16 | 17 | 18 | 19 | 20 | 21 | 22 |
| --------- | -- | -- | -- | -- | -- | -- | -- | -- | -- | -- | -- | -- | -- | -- | -- | -- | -- | -- | -- | -- | -- | -- |
| Luogo     | T  | C  | T  | C  | T  | C  | T  | C  | T  | T  | C  | C  | T  | C  | T  | C  | T  | C  | T  | C  | C  | T  |
| Risultato | P  | P  | P  | P  | N  | P  | P  | N  | P  | V  | P  | N  | P  | P  | P  | P  | P  | P  | P  | V  | V  | P  |
| Posizione | 10 | 12 | 12 | 12 | 12 | 12 | 12 | 12 | 12 | 12 | 12 | 12 | 12 | 12 | 12 | 12 | 12 | 12 | 12 | 12 | 12 | 12 |

Legenda:

Luogo: C = Casa; T = Trasferta. Risultato: V = Vittoria; N = Pareggio; P = Sconfitta.

### Statistiche delle giocatrici
| Giocatore        | Frauen-Bundesliga | Frauen-Bundesliga | Frauen-Bundesliga | Frauen-Bundesliga | DFB-Pokal der Frauen | DFB-Pokal der Frauen | DFB-Pokal der Frauen | DFB-Pokal der Frauen | Totale   | Totale | Totale      | Totale     |
| Giocatore        | Presenze          | Reti              | Ammonizioni       | Espulsioni        | Presenze             | Reti                 | Ammonizioni          | Espulsioni           | Presenze | Reti   | Ammonizioni | Espulsioni |
| ---------------- | ----------------- | ----------------- | ----------------- | ----------------- | -------------------- | -------------------- | -------------------- | -------------------- | -------- | ------ | ----------- | ---------- |
| N. Bender        | 10                | 1                 | 2                 | 0                 | 3                    | 0                    | 0                    | 0                    | 13       | 1      | 2           | 0          |
| D. Caldwell      | 6                 | 0                 | 0                 | 0                 | -                    | -                    | -                    | -                    | 6        | 0      | 0           | 0          |
| C. Dej           | 1                 | 0                 | 0                 | 0                 | -                    | -                    | -                    | -                    | 1        | 0      | 0           | 0          |
| N. Ehegötz       | 21                | 0                 | 1                 | 0                 | 3                    | 1                    | 0                    | 0                    | 24       | 1      | 1           | 0          |
| A-S. Fliege      | 4                 | 0                 | 1                 | 0                 | 0                    | 0                    | 0                    | 0                    | 4        | 0      | 1           | 0          |
| A. Gerhardt      | 22                | 5                 | 2                 | 0                 | 3                    | 1                    | 0                    | 0                    | 25       | 6      | 2           | 0          |
| L. Giuliani      | 13                | -30               | 1                 | 0                 | 2                    | -5                   | 0                    | 0                    | 15       | -35    | 1           | 0          |
| T. Gosch         | 1                 | 0                 | 0                 | 0                 | 1                    | 0                    | 0                    | 0                    | 2        | 0      | 0           | 0          |
| K. Hild          | 11                | 0                 | 1                 | 0                 | 2                    | 0                    | 0                    | 0                    | 13       | 0      | 1           | 0          |
| A. Hüttebräucker | 1                 | 0                 | 0                 | 0                 | -                    | -                    | -                    | -                    | 1        | 0      | 0           | 0          |
| C. Julien        | 11                | 0                 | 1                 | 0                 | 1                    | 0                    | 0                    | 0                    | 12       | 0      | 1           | 0          |
| C. Kalin         | 19                | 0                 | 4                 | 0                 | 3                    | 1                    | 1                    | 0                    | 22       | 1      | 5           | 0          |
| V. Kirchberger   | 18                | 2                 | 1                 | 0                 | 2                    | 0                    | 0                    | 0                    | 20       | 2      | 1           | 0          |
| A. Kirschbaum    | 7                 | 0                 | 0                 | 0                 | 1                    | 0                    | 0                    | 0                    | 8        | 0      | 0           | 0          |
| M. Knopf         | 20                | 1                 | 1                 | 0                 | 3                    | 0                    | 0                    | 0                    | 23       | 1      | 1           | 0          |
| I. London        | 15                | 0                 | 4                 | 1                 | 2                    | 0                    | 1                    | 0                    | 17       | 0      | 5           | 1          |
| S. Meinerz       | -                 | -                 | -                 | -                 | -                    | -                    | -                    | -                    | -        | -      | -           | -          |
| L. Munk          | 21                | 7                 | 1                 | 0                 | 3                    | 2                    | 0                    | 0                    | 24       | 9      | 1           | 0          |
| L. Nuding        | 9                 | -30               | 0                 | 1                 | 1                    | -1                   | 0                    | 0                    | 10       | -31    | 0           | 1          |
| M. Pyko          | 13                | 1                 | 0                 | 0                 | 2                    | 1                    | 0                    | 0                    | 15       | 2      | 0           | 0          |
| N. Raasch        | 1                 | 0                 | 0                 | 0                 | 1                    | 0                    | 0                    | 0                    | 2        | 0      | 0           | 0          |
| R. Rinast        | 20                | 0                 | 5                 | 0                 | 2                    | 0                    | 1                    | 0                    | 22       | 0      | 6           | 0          |
| L. Schrum        | 14                | 0                 | 2                 | 1                 | 2                    | 0                    | 0                    | 0                    | 16       | 0      | 2           | 1          |
| M. Seuren        | 12                | 0                 | 3                 | 0                 | -                    | -                    | -                    | -                    | 12       | 0      | 3           | 0          |
| T. Tekkal        | 8                 | 0                 | 3                 | 0                 | 1                    | 0                    | 0                    | 0                    | 9        | 0      | 3           | 0          |
| M. Weingarz      | 0                 | 0                 | 0                 | 0                 | 1                    | 0                    | 0                    | 0                    | 1        | 0      | 0           | 0          |
| N. Windmüller    | -                 | -                 | -                 | -                 | -                    | -                    | -                    | -                    | -        | -      | -           | -          |
| Y. Zielinski     | 22                | 2                 | 0                 | 0                 | 3                    | 2                    | 0                    | 0                    | 25       | 4      | 0           | 0          |